# چرخش اشتباه به تاهو
چرخش اشتباه به تاهو (به انگلیسی: Wrong Turn at Tahoe) یک فیلم اکشن و جنایی آمریکایی محصول سال ۲۰۰۹ میلادی به کارگردانی فرانک خلفون با بازی کوبا گودینگ جونیور، میگوئل فرر و هاروی کایتل است.

## داستان
فردی که وظیفه مدیریت یک باند کوچک و جنایتکار را در شهر کوچکی دارد که قاچاقچی مواد مخدر نیز هست حال وی می‌خواهد از بزرگ‌ترین فروشنده مواد مخدر در کشور که زیر دستش نیز کار می‌کند انتقام بگیرد.

## تولید
این فیلم در اسپوکن (واشینگتن) فیلمبرداری شده است.